# Слыщенко, Константин Григорьевич
Константин Григорьевич Слыщенко (род. 9 марта 1965, Первомайский) — российский политический деятель, депутат Государственной думы VII созыва. Член Комитета Государственной думы по природным ресурсам, собственности и земельным отношениям, член фракции «Единая Россия».

## Биография
Родился 9 марта 1965 года в посёлке Первомайский Исакогорского района Архангельска.
В 1983 г. был призван в ряды Вооруженных Сил. В 1986 году окончил с отличием Школу техников ВМФ Тихоокеанского Краснознамённого флота по специальности «гидролокация и гидроакустика».
В 2012 г. окончил Московский государственный индустриальный университет по специальности «экономист-менеджер»
С 1986 г. — служба в частях Камчатской военной флотилии. В 1994 г. — в звании мичмана уволен в запас по выслуге лет.
С 2000 г. — генеральный директор ООО «Автоконтроль». С 2006 г. — президент Координационного совета некоммерческого партнерства «Автомобильный союз Камчатки».
Член Всероссийской политической партии «Единая Россия».
Награждён юбилейной медалью «70 лет Вооружённым Силам СССР».
Депутат Городской думы Петропавловск-Камчатского городского округа третьего, четвёртого и пятого созывов.
8 ноября 2012 г. избран Главой Петропавловск-Камчатского городского округа.
18 сентября 2016 г. избран депутатом Государственной думы Федерального Собрания Российской Федерации седьмого созыва. Член Фракции «Единая Россия». Член Комитета Государственной Думы по природным ресурсам, собственности и земельным отношениям.
Председатель постоянной Рабочей группы Комитета Государственной думы по природным ресурсам, собственности и земельным отношениям по совершенствованию законодательства в области аквакультуры (рыбоводства).
Женат, воспитывает сына и двух дочерей.

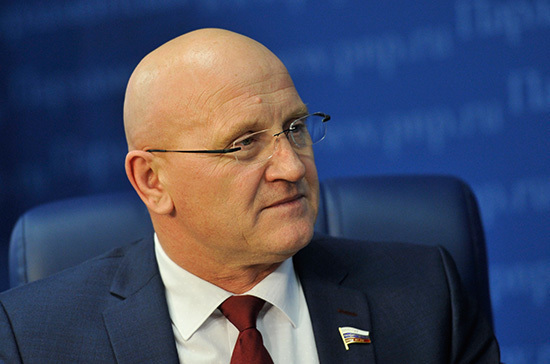
Депутат Государственной думы К. Г. Слыщенко

## Законотворческая деятельность
С 2016 по 2019 год, в течение исполнения полномочий депутата Государственной думы VII созыва выступил соавтором 100 законодательных инициатив и поправок к проектам федеральных законов.